# 그레치 (캄파니아주)
그레치(이탈리아어: Greci)는 이탈리아 캄파니아주 아벨리노도의 코무네다.